# ماجراهای ویلیام تل
ماجراهای ویلیام تل (فرانسوی: Guillaume Tell et le clown‎) یک فیلم به کارگردانی ژرژ ملی‌یس است که در سال ۱۸۹۸ منتشر شد.